# Hochschule für bildende Künste Hamburg
Hochschule für bildende Künste Hamburg - kunstakademi i Hamborg blev grundlagt i 1754.

## Weblinks
- Webside af HFBK Hamborg